# Wenchang (socken i Kina)
Wenchang (kinesiska: 文昌街道, 文昌) är en socken i Kina. Den ligger i provinsen Shandong, i den östra delen av landet, omkring 24 kilometer sydväst om provinshuvudstaden Jinan. Antalet invånare är 121 327. Befolkningen består av 60 698 kvinnor och 60 629 män. Barn under 15 år utgör 16,0 %, vuxna 15-64 år 75 %, och äldre över 65 år 7,0 %.
Genomsnittlig årsnederbörd är 818 millimeter. Den regnigaste månaden är juli, med i genomsnitt 297 mm nederbörd, och den torraste är januari, med 5 mm nederbörd.